# Herman J. Mankiewicz
Herman Jacob Mankiewicz (Nueva York, 7 de noviembre de 1897 - Hollywood, California; 5 de marzo de 1953) fue un guionista estadounidense, cuya mayor fama se debe a escribir el guion de Ciudadano Kane junto a Orson Welles, por el cual se hizo acreedor en 1941 de un Óscar al mejor guion original.

## Biografía
Nació en la ciudad de Nueva York en 1897. Sus padres eran inmigrantes judíos alemanes. Su padre, Franz Mankiewicz, nació en Berlín y emigró a Estados Unidos desde Hamburgo en 1892. En Nueva York, Franz conoció a su esposa, Johanna Blumenau, una costurera de la región de habla alemana de Curlandia, Letonia. La familia vivió primero en Nueva York y luego se mudó a Wilkes-Barre, Pensilvania, donde el padre de Mankiewicz aceptó un puesto de profesor. En 1909, nació el hermano de Herman, Joseph «Joe» L. Mankiewicz, quien seguiría una carrera como exitoso escritor, productor y director) quienes, junto a su hermana, pasaron toda su infancia allí. Mankiewicz ha sido descrito como un «niño devora libros e introspectivo que, a pesar de su inteligencia, nunca fue capaz de ganarse la aprobación de su exigente padre», quien era conocido por no valorar sus logros. La familia se mudó a la ciudad de Nueva York en 1913, y Herman se graduó de la Universidad de Columbia en 1917, donde fue editor, fuera del horario de clases, del periódico estudiantil Columbia Spectator. Después de un período como editor en jefe del American Jewish Chronicle y reportero del New York Tribune, se unió al Ejército de Estados Unidos para volar aviones, pero debido a que sufría mareos, terminó alistándose como soldado de primera clase con los Marines de la A.E.F. Entre 1919 y 1920, se convirtió en director del servicio de noticias de la Cruz Roja Estadounidense en París y, después de regresar a Estados Unidos, se casó con Sara Aaronson, de Baltimore. Tras la boda se llevó a su esposa al extranjero con él, en su siguiente trabajo como redactor de un periódico en Berlín de 1920 a 1922, y finalmente hizo reportajes políticos para George Seldes en el Chicago Tribune. El matrimonio tuvo tres hijos: el guionista Don Mankiewicz (1922-2015), el asesor político demócrata Frank Mankiewicz (1924-2014), y la novelista Johanna «Jossie» Mankiewicz Davis (1937-1974).

## Carrera cinematográfica
Poco después de su llegada a la costa oeste, Mankiewicz envió un telegrama a su amigo periodista Ben Hecht en Nueva York: «Millones quedarán atrapados aquí y tu única competencia serán los idiotas. No dejes de venir». Así Mankiewicz atrajo a Hollywood a otros escritores de Nueva York que contribuyeron a una explosión de estilos de escritura creativos, duros y sarcásticos para una industria del cine, en ese momento, en rápido crecimiento. Lo que distinguía sus guiones eran los «destellos ocasionales del humor y la sátira de Mankiewicz que demostraron ser un presagio de un nuevo tipo de película hábil, satírica y típicamente estadounidense, que dependía casi totalmente del diálogo para su éxito».
Se lo reconoce como uno de los más legendarios guionistas de Hollywood, recordado, entre otras cosas, por su humor ácido y cínico (fue capaz de bromear sobre el trasero de Jack  Warner en su presencia, siendo este uno de los más poderosos e irascibles productores de Hollywood), su genialidad, y su notorio alcoholismo. Su trabajo más conocido es el de coguionista en Ciudadano Kane, una recreación de la vida de William Randolph Hearst, junto a Orson Welles, por la que ganaron un Óscar al mejor guion original (la película está considerada por algunos críticos como la mejor de todos los tiempos), aunque existe mucha discusión acerca de hasta qué punto el guion es compartido o es en su mayor parte obra de Mankiewicz. Además, participó en otros guiones, como la versión original de Los caballeros las prefieren rubias o El orgullo de los Yanquis, siendo productor en muchas películas de los Hermanos Marx. La carrera de Mankiewicz declinó a causa de su alcoholismo. Pasó por numerosas clínicas de desintoxicación, en algunas de las cuales escribió algunos de sus guiones.

## Censurado por los nazis
Según The New York Times, en 1935, mientras era un guionista contratado por MGM, dicho estudio fue informado por Joseph Goebbels, por aquel entonces Ministro de Educación y Propaganda del régimen de Adolf Hitler, que las películas escritas por Mankiewicz no serían estrenadas en la Alemania Nazi a menos que su nombre fuera eliminado de los títulos de crédito.

## Alcoholismo y muerte
Mankiewicz era alcohólico. Diez años antes de su muerte, el propio Makiewicz escribió: «Me parece que me convierto cada vez más en una rata atrapada en la propia trampa que ella misma construyó, una trampa que reparo sistemáticamente, cada vez que parece haber peligro de que alguna abertura me permita escapar. Aún no he decidido hacerla a prueba de bombas. Parece implicar una gran cantidad de trabajo y gastos innecesarios». Un futuro biógrafo de Hollywood llegó a sugerir que el comportamiento de Mankiewicz «lo hacía parecer errático incluso para los estándares de los borrachos de Hollywood».
Murió el 5 de marzo de 1953, a la edad de 55 años de uremia, en el Hospital Cedros del Líbano en Los Ángeles.
Tras la muerte de Mankiewicz, se citó a Orson Welles diciendo: «Lo veía todo con claridad. No importaba lo extraño, lo correcto o lo maravilloso que fuera su punto de vista, siempre era prístino como un diamante. Nada borroso».

## Mankiewicz como personaje
John Malkovich interpretó a Herman Mankiewicz en RKO 281, película dirigida por Benjamin Ross sobre la disputa en torno a la autoría de Ciudadano Kane.
En diciembre de 2020 se estrenó Mank, un biopic en blanco y negro producido por Netflix y dirigido por David Fincher, con Gary Oldman interpretando el papel protagonista.

## Premios y distinciones
Premios Óscar
| Año  | Categoría            | Película                  | Resultado |
| ---- | -------------------- | ------------------------- | --------- |
| 1942 | Mejor guion original | Ciudadano Kane            | Ganador   |
| 1943 | Mejor guion          | El orgullo de los Yanquis | Nominado  |